# An Old Man's Folly
An Old Man's Folly è un cortometraggio muto del 1911 prodotto dalla Essanay di Chicago. Il nome del regista non viene riportato nei credit.

## Trama
Warren Williams, un vedovo ormai anziano, lascia la campagna per recarsi a New York. Qui, scrive alla figlia Louise, una ragazza di diciotto anni, dicendole che si è risposato e che la moglie verrà a vivere da loro. La donna, un'attrice, si installa nella nuova casa che comincia a riarredare secondo i propri gusti, senza tener alcun conto di quelli della figliastra. Lo screzio non si ricompone più quando la nuova padrona di casa ordina che venga rimosso il ritratto della madre di Louise. La ragazza, mentre in padre è assente, se ne va via. Williams soffre per quella partenza e un giorno decide che deve ritrovarla. Così riparte per New York, alla sua ricerca. Nel frattempo, la moglie viene a sapere da un'amica che il suo primo marito ha scontato la condanna che gli era stata inflitta e che è stato rilasciato dalla prigione. Chiede allora all'amica, che vive a New York, se può liberarla di Williams, promettendole 4.500 dollari se riuscirà in quel compito.
Williams, mentre vaga per New York, vede esposta davanti a una sala cinematografica una foto di scena di un film dove appare il ritratto della figlia. Si reca allora all'indirizzo del produttore, dove finalmente ritrova Louise che riporta con sé in albergo. Lì, un giovanotto gli racconta che, per caso, aveva scoperto il complotto di cui Williams avrebbe dovuto essere la vittima, sventandolo. Di ritorno alla fattoria, padre e figlia scoprono che l'attrice è fuggita via. Insieme, felici, i due riportano al loro posto il ritratto della morta.
Da Moving Picture World 

## Produzione
Il film fu prodotto dalla Essanay Film Manufacturing Company.

## Distribuzione
Distribuito dalla General Film Company, il film - un cortometraggio di una bobina - uscì nelle sale cinematografiche statunitensi il 30 giugno 1911.